# Felix Aderca
Felix Aderca (13 de marzo de 1891, Puiesti, Reino de Rumania - 12 de diciembre de 1962, Bucarest, República de Rumania) fue un escritor, dramaturgo, crítico literario y periodista rumano.